# SGML
El lenguaje de marcado generalizado estándar o SGML (por sus siglas en inglés de Standard Generalized Markup Language) (SGML; ISO 8879: 1986) es un estándar para definir lenguajes de marcado generalizados para documentos. ISO 8879 define el Anexo A.1 de marcado generalizado:
- El marcado debe ser declarativo: debe describir la estructura y otros atributos de un documento, en lugar de especificar el procesado a realizar en el marcado declarativo, es menos probable que el conflicto con las necesidades de procesamiento futuros imprevistos y técnicas.
- El marcado debe ser riguroso para que las técnicas disponibles para el procesamiento de objetos definidos rigurosamente como los programas y bases de datos se puedan utilizar también para el procesamiento de documentos.

HTML en teoría era un ejemplo de un lenguaje basado en SGML hasta HTML5, que admite que los navegadores no pueden analizar como SGML (por razones de compatibilidad) y codifica exactamente lo que debe hacer en su lugar.
DocBook SGML y LinuxDoc son ejemplos mejores, ya que se utilizaban casi exclusivamente con herramientas reales SGML.

## Versión estándar
SGML es un estándar ISO: "ISO 8879: 1986 Tratamiento de la información - Sistemas de texto y de oficina - Lenguaje de marcado generalizado estándar (SGML)", de los cuales hay tres versiones:
- Originalmente SGML, fue aceptado en octubre de 1986, seguido de una Rectificación Técnica menor.
- SGML (ENR), en 1996, fue el resultado de una Rectificación Técnica para añadir reglas de nomenclatura extendidos (extended naming rules) que permiten lenguajes arbitrarios y marcados de script.
- SGML (ENR + WWW o WebSGML), en 1998, fue el resultado de una Corrección de errores técnicos para satisfacer mejor los requerimientos de XML y la WWW.

SGML es parte de un trío de permitir a las normas ISO para documentos electrónicos desarrollados por ISO/IEC JTC 1/SC 34 (ISO/IEC se une al Comité Técnico 1, Subcomité 34 - Descripción del documento y los lenguajes de procesamiento):
- SGML (ISO 8879)  - Lenguaje de Marcado Generalizado.
  - SGML fue trabajado en 1998 al formato XML, un perfil exitoso de SGML. El uso completo de SGML se encuentra raramente o nulo en nuevos proyectos.
- DSSSL (ISO / IEC 10179) - (Document Style Semantics and Specification Language) es un lenguaje para describir estilos en documentos basado en el esquema.
  - DSSSL fue trabajado dentro de W3C XSLT y XSL-FO que utilizan una sintaxis XML. Hoy en día, DSSSL se utiliza muy poco en nuevos proyectos, aparte de la documentación de Linux.
- HyTime hipertexto generalizada y programación.
  - HyTime fue trabajardo parcialmente dentro de W3C XLink. HyTime se utiliza muy poco en nuevos proyectos.

SGML es apoyado por varios reportes informáticos, en particular,
- ISO / IEC TR 9573 - Procesamiento de información - Servicios de apoyo para SGML - Técnicas para utilizar SGML
  - Parte 13: Entidad Pública establecida para las matemáticas y la ciencia.
    - En 2007, el grupo de trabajo del W3C MathML acordó asumir el mantenimiento de estos conjuntos de entidades.

## Historia
SGML es un descendiente del lenguaje de marcado generalizado de IBM (GML, Generalized Markup Language), El cual Charles Goldfarb, Edward Mosher, y Raymond Lorie desarrollaron en la década de 1960. Goldfarb, director de la norma internacional, acuñó el término "GML" usando las iniciales de sus apellidos. Goldfarb también escribió la obra definitiva sobre la sintaxis de SGML en "El manual de SGML". La sintaxis de SGML es muy similar al formato COCOA. Como un lenguaje de marcado de documentos, SGML fue diseñado originalmente para permitir el intercambio de grandes documentos en el gobierno, leyes, e industrias. Muchos de esos documentos deben permanecer intactos durante varias décadas - por un largo tiempo en el campo de la informática (Information Technology). SGML también fue aplicado ampliamente por militares, y la industria aeroespacial, para referencias técnicas, y por la industria editorial. El advenimiento del perfil XML ha hecho SGML adecuado para la aplicación generalizada de pequeña escala, y el uso de propósito general.
- Datos: Q207819
- Multimedia: SGML / Q207819